# Nathaël Julan
Nathaël Antoine Julian Julan (Montivilliers, Francia, 19 de julio de 1996 - Pordic, Francia, 3 de enero de 2020) fue un futbolista francés que jugaba como delantero en el club EA Guingamp y también jugó en el Valenciennes Football Club. Falleció el 3 de enero de 2020 a causa de un accidente de tráfico. 

## Carrera
El 30 de junio de 2016, Julan firmó su primer contrato profesional con Le Havre por 3 años. El 4 de agosto de 2017, en la primera ronda de la Coupe de la Ligue en casa ante el Nîmes Olympique, anotó dos veces en un empate 4-4 y el golpe ganador en la posterior tanda de penaltis.
Después de registrar tres goles y una asistencia en 14 partidos durante la primera mitad de la temporada, Julan se unió al club Guingamp de la Ligue 1 en un contrato de 3 1⁄2 años el 31 de enero de 2018. El 10 de enero de 2019, se unió al Valenciennes de la Ligue 2, hasta el final de la temporada.
En su último partido, el 30 de noviembre de 2019, Nathaël anotó 2 goles cuando los reservas de Guingamp vencieron al líder C'Chartres 2-1 en casa en el Championnat National 2.

## Fallecimiento
El viernes 3 de enero de 2020, Nathael perdió el control de su automóvil y chocó contra un árbol a gran velocidad. Su vehículo estaba incrustado, en el techo. Cuando llegaron a ayudarlo, el futbolista seguía vivo. Sin embargo, Julan no sobrevivió a sus heridas, por lo que murió. La noticia de su muerte fue anunciada por la cuenta de Twitter de su club, quienes enviaron sus condolencias y cancelaron el partido que se habría realizado el sábado 4 de enero.